# Den Hemmelige Socialdemokrat
Den Hemmelige Socialdemokrat er en bog udgivet i februar 2014, og også betegnelsen for den anonyme (pseudonyme) forfatter bag bogen. Bogen påstår at skildre "frit og uhæmmet" forfatterens "egne erfaringer og oplevelser" som insider i den socialdemokratiske folketingsgruppe.

## Baggrund
Den Hemmelige Socialdemokrat var inspireret af klummer som politikeren Erling Olsen udgav i Ekstra Bladet under pseudonymet dr. Mefisto, mens Anker Jørgensen var statsminister. I disse klummer berettede Olsen om interne sager hos Socialdemokraterne.
Olsen blev afsløret, men Anker Jørgensen undlod at fyre Olsen som boligminister.
Bogens titel er en parallel til bogen Den hemmelige fodboldspiller, der et år før var udkommet på dansk.
Forlaget People'sPress udgav Den Hemmelige Socialdemokrat den 10. februar 2014.
Bogens forside viser benene på en person i Folketingets paternoster.
Benene tilhører Venstre-manden Karsten Lauritzen og fotoet af ham var brugt uden hans accept.
Der har tidligere været skrevet en kontroversiel bog af en ukendt forfatter med udgangspunkt i Helle Thorning-Schmidt: Lindhardt og Ringhof udgav romanen Det godes pris med pseudonymet Christian Tornbakke. Dette pseudonym blev senere afsløret til at dække over forfatteren Jens Christian Grøndahl.
Andre, der pseudonymt har rapporteret med insiderviden i politiske partier, var den socialdemokratiske "Altmann", der senere viste sig at være Lasse Budtz, og "Fluen" der i 1998 gav en levende beskrivelse af en julefrokost hos Det Konservative Folkeparti.
I 2011 udgav Anne Sofie Allarp den politiske thriller Falske stemmer, der i følge rygter var en nøgleroman.
Hun havde over en årrække arbejdet som international sekretær for Socialdemokraterne.

## Indhold
Den Hemmelige Socialdemokrat skildrer Socialdemokraterne fra 2005 og frem,
fra Mogens Lykketofts valgnederlag ved Folketingsvalget 2005, over Socialdemokraternes formandsvalg og S-SF-alliancen til regeringsdannelsen på Crowne Plaza efter Folketingsvalget 2011.
Beskrivelsen bevæger sig i grænselandet mellem faglitteratur, fiktion, satire og overdrivelse.
Berlingske betegnede den som faktion.
Blandt påstandene i bogen er at Henrik Sass Larsen efter Folketingsvalget 2007 havde planer om at danne en alliance med SF og Dansk Folkeparti.
Det skildres også udokumenteret at Helle Thorning-Schmidt og Bjarne Corydon lod Henrik Sass Larsen forhandle regeringsaftalen efter Folketingsvalget 2011 på plads. Det selv om de var overbeviste om, at Sass Larsen ikke ville indgå i regeringen på baggrund af vurderingen fra Politiets Efterretningstjeneste (PET) om Sass Larsens rockerkontakt.
Ydermere giver bogen indtryk af at Sass Larsens PET-rapport var hævn fra PET-chef Jakob Scharfs side, da Scharf – ifølge bogen – var blevet udmanøvreret, mens de begge var medlem af Danmarks Socialdemokratiske Ungdom.
Blandt bogens kulørte indslag er øgenavnene: Thor Möger Pedersen og Sass Larsen skulle således have omtalt Thorning-Schmidt som "Barbie-Helle" i 2009. Omvendt skulle Möger Pedersen gå under øgenavnene Albuedværgen, Møver og minikonfirmanden.
Dele af bogen blev gjort gratis tilgængelig på riidr.

## Modtagelse
Bogen fik betydelig omtale i medierne ved udgivelsen. Den megen omtale betød at forlaget kunne melde om en stor efterspørgsel efter bogen,
og den solgte cirka 30.000 eksemplarer.
I deres anmeldelse kaldte Information bogen for en skæmtefortælling, frem for en skandalehistorie, og anmelderen David Rehling mente at bogens muntre og oplysende hensigt frem for at være "gemen og under bæltestedet" i det store og hele var efterlevet.
I sin anmeldelse af bogen i Politiken var Rune Lykkeberg yderst kritisk overfor bogen, gav den blot en ud af seks stjerner og konkluderede "At læse 'Den hemmelige socialdemokrat' er som at se 15 timers Tirsdagsanalysen med Mogensen og Kristiansen og bagefter læse fire udgaver af Familie Journalen."
Reaktionen hos Socialdemokraterne var ikke positiv. Gruppeformanden Henrik Dam Kristensen udtalte, at forfatteren havde handlet ukollegialt, mens Pernille Rosenkrantz-Theil kaldte den "usmagelig" i måden som en afdød socialdemokrat blev skildret på 
og betegnede den som "bagvaskelse og løgn i ubegribelige mængder".
Socialdemokraternes politiske ordfører, Maja Panduro, kaldte den anonyme forfatter for en tøsedreng og Ole Hækkerup kaldte den "løgn fra ende til anden"
Bjarne Corydon udtalte at han betragtede bogen som "ren skønlitteratur" og at de historier i bogen der havde tiltrukket sig opmærksomhed og involverede ham var "simpelthen løgn".
To konkurrerende forlag, Klim og Zetland, kritiserede forlaget People'sPress for den delvise brug af fiktion, der gjorde bogen utroværdig og ikke klart for læseren hvad der var baseret på kilder og hvad der var løsere dokumenteret.
Berlingskes leder karakteriserede People'sPress' hensigt som "spekulation i småperfide anekdoter" og argumenterede mod stilvalget, hvor man ikke vidste hvad der var løgn og sandhed.
Anmeldelsen i avisen var i samme linje og konkluderede at "bogens grundskavank er anonymiteten, som gør det umuligt at skille sandt fra falsk." Anmelderen gav bogen blot 3 ud af 6 stjerner.
Jyllands-Posten fandt en detalje i bogen faktuelt forkert. I afsnittet beskriver forfatteren hvordan han mødte den tidligere chefredaktør Kresten Schultz Jørgensen og den daværende LO-næstformand Tine Aurvig-Huggenberger til festen i Folkets Hus i København efter Socialdemokraternes formandsvalg i 2005. Jørgensen afviste at have været med til festen.
Flere andre politikere afviste andre elementer i bogen.

## Forfatteren
At forfatteren var ukendt fik straks gætterierne i gang, med medierne i færd med, hvad der blev betegnet, som en personjagt.
I forordet skrev People'sPress' forlægger Jakob Kvist at der var tale om en MF'er, som "findes i den grad, og navnet er forlaget bekendt".
Allerede på dagen for udgivelsen havde bookmakeren Betsafe sat odds på mange politikere, hvor udbetalingen var baseret på om forfatteren blev kendt.
Rasmus Prehn, Benny Engelbrecht, Mette Gjerskov, Poul Andersen og Karen Klint var politikerne med de laveste odds.
En hel række af Socialdemokrater afviste tidligt at stå bag bogen.
David Rehling mente at forfatteren var en mand da "bogens værdidomme forekommer at være en mands".
Rehling mente videre at der var tale om Mogens Jensen og byggede det på, at der var tale om en person som ikke var med i den egentlige inderkreds, "i besiddelse af en robust humor" og "godmodigt-ironisk omtaler Mogens Jensen hyppigt og mere udførligt, end hans betydning i partiet berettiger".
I 2012 var Jensen blevet "degraderet opad" til næstformand, men var en uge før bogens udgivelse uventet ophøjet til handels- og udviklingsminister.
Jensen er dog blandt dem som har afvist at stå bag bogen.
Da Børsens debatredaktør Christopher Arzrouni også pegede på Jensen,
så kom Jensen for anden gang med en afvisning.
Ud fra et tv-interview med den lavt oddssatte Rasmus Prehn mente Jesper Bergstrøm, en konsulent i kropssprog, sig i stand til at kunne pege på Prehn.
Denne udpegning afviste sprogvidenskabsmanden Klaus Kjøller, der mente at kun Bjarne Corydon og Henrik Sass Larsen havde "intellektuel kapacitet, frækhed, mod og kynisme nok til at være ophavsmand" og konkluderede "Da bogen hiver tæppet væk under Corydon og Thorning, er det indlysende, at kilden til »Den hemmelige socialdemokrat« er Sass."
Kjøller havde dog tidligere peget på Prehn.
I april 2014 udgav Kjøller på eget forlag e-bogen Hvem skrev "Den hemmelige socialdemokrat"?
Fyens Stiftstidendes politiske redaktør Elisabet Svane mente på den anden side, at der kunne være tale om en kvinde på baggrund af beskrivelser af sko og slips.
Anderledes argumenterede Kjøller for at der var tale om "typisk mandesprog".
Den forhenværende justitsminister Morten Bødskov gav i en meddelelse på Twitter på udgivelsesdagen udtryk for at vide, hvem der var tale om.
Benny Engelbrecht udtalte da også at der ikke kunne være meget tvivl om hvem det var.
Begge opfordrede forfatteren til at stå frem.
Flere kommentatorer har ment at forfatteren ikke er en politiker.
Ritt Bjerregaard gættede således på at journalisten Michael Jeppesen var hovedforfatteren støttet af kilder hos Socialdemokraterne.
Kjøller vurderede også at der kunne være tale om en mandlig ghostwriter f.eks. Henrik Qvortrup eller Bent Falbert.
Litteraturkritikeren Thomas Bredsdorff var endnu mere kategorisk og fandt at bogen "umuligt" kunne være skrevet af et folketingsmedlem, men i stedet var skrevet af en person "der kan sin new journalism", en mand med et sprogligt talent og en usædvanlig beherskelse af journalistisk featuresprog. Bredsdorff gættede på Michael Jeppesen, Jan Kjærgaard og Jakob Kvist.
Ved udgangen af 2019 var forfatteren stadig ukendt for offentligheden.